# Reíllo
Reíllo è un comune spagnolo di 89 abitanti situato nella comunità autonoma di Castiglia-La Mancia.